# Државне награде Украјине
Државне награде Украјине су највиши облик прославе украјинских грађана за изузетна остварења у развоју привреде, науке, културе, социјалне службе, одбране домовине, заштите уставних права и слободе, државотворне и друштвене активности за остале заслуге у Украјини (у складу са Законом Украјине № 1549-III, од 16. марта 2000 "Државне награде Украјине").
Државне награде Украјине могу да добију било који грађани Украјине, као и страни држављани за личне заслуге у Украјини.

## Ордење

### Херој Украјине
| Награда       | Назив                 | Утврђено   |
| ------------- | --------------------- | ---------- |
| Златна звезда | Орден "Златна Звезда" | 23.8.1998. |
|               | Орден државе          | 23.8.1998. |

### Ордење Украјине
| Награда | Назив                        | Степен | Утврђено   |
| ------- | ---------------------------- | ------ | ---------- |
|         | Орден слободе                | /      | 10.4.2008. |
|         | Орден кнеза Јарослава Мудрог | I-V    | 23.8.1995. |
|         | Орден "За заслуге"           | I-III  | 22.9.1996. |
|         | Орден Богдана Хмељницког     | I-III  | 3.5.1995.  |
|         | Орден Хероја Небеске стотине | /      | 1.7.2014.  |
|         | Орден за храброст            | I-III  | 21.8.1996. |
|         | Орден кнегиње Олге           | I-III  | 15.8.1997. |
|         | Орден Данила Галицког        | /      | 20.2.2003. |
|         | Орден за храбар рударски рад | I-III  | 2.9.2008.  |